# Disney Character Voices International
Disney Character Voices International, Inc. (транскр.  Дизни керектер војсез интернешонал, инк.) је корпоративна дивизија The Walt Disney Company са примарном одговорношћу за пружање услуга превођења и синхронизације свих Disney продуцентских кућа, укључујући оне које су снимили Walt Disney Studios Motion Pictures, Disney Music Group и Disney Media Distribution.